# Essigella californica
Essigella californica är en insektsart som först beskrevs av Essig 1909.  Essigella californica ingår i släktet Essigella och familjen långrörsbladlöss. Inga underarter finns listade i Catalogue of Life.